# Ланус (муниципалитет)
Муниципалитет Ланус  (исп. Partido de Lanús) — муниципалитет в Аргентине в составе провинции Буэнос-Айрес.
Территория — 45 км². Население — 459 263 человек. Плотность населения — 10 206,67 чел./км².
Административный центр — Ланус.

## География
Департамент расположен на северо-востоке провинции Буэнос-Айрес.
Департамент граничит:
- на северо-западе — c городом Буэнос-Айрес
- на северо-востоке — с муниципалитетом Авельянеда
- на юго-востоке — с муниципалитетом Кильмес
- на юго-западе — с муниципалитетом Ломас-де-Самора

## Важнейшие населённые пункты[2]
| № | Населённый пункт | Населённый пункт (исп.) | Категория   | Население чел. (2010) | На карте                        |
| - | ---------------- | ----------------------- | ----------- | --------------------- | ------------------------------- |
| 1 | Ланус            | Lanús                   | агломерация | 459263                | 34°42′28″ ю. ш. 58°23′26″ з. д. |

#### Агломерация Ланус
- входит в агломерацию Большой Буэнос-Айрес

| № | Населённый пункт     | Населённый пункт (исп.) | Категория | Население чел. (2001) | На карте                        |
| - | -------------------- | ----------------------- | --------- | --------------------- | ------------------------------- |
| 1 | Ланус                | Lanús                   | город     | 212152                | 34°42′28″ ю. ш. 58°23′26″ з. д. |
| 2 | Монте-Чинголо        | Monte Chingolo          | город     | 85060                 | 34°43′50″ ю. ш. 58°21′23″ з. д. |
| 3 | Ремедиос-де-Эскалада | Remedios de Escalada    | город     | 81465                 | 34°43′39″ ю. ш. 58°23′43″ з. д. |
| 4 | Херли                | Gerli                   | город     | 64340                 | 34°41′29″ ю. ш. 58°23′03″ з. д. |
| 5 | Валентин-Альсина     | Valentín Alsina         | город     | 41155                 | 34°40′18″ ю. ш. 58°24′57″ з. д. |